# Lucas Hergott
Lucas Hergott (Décines-Charpieu, 26 dicembre 1997) è un cestista francese.

## Palmarès
- Match des Champions: 1

ASVEL: 2016